# Märkische Verkehrsgesellschaft

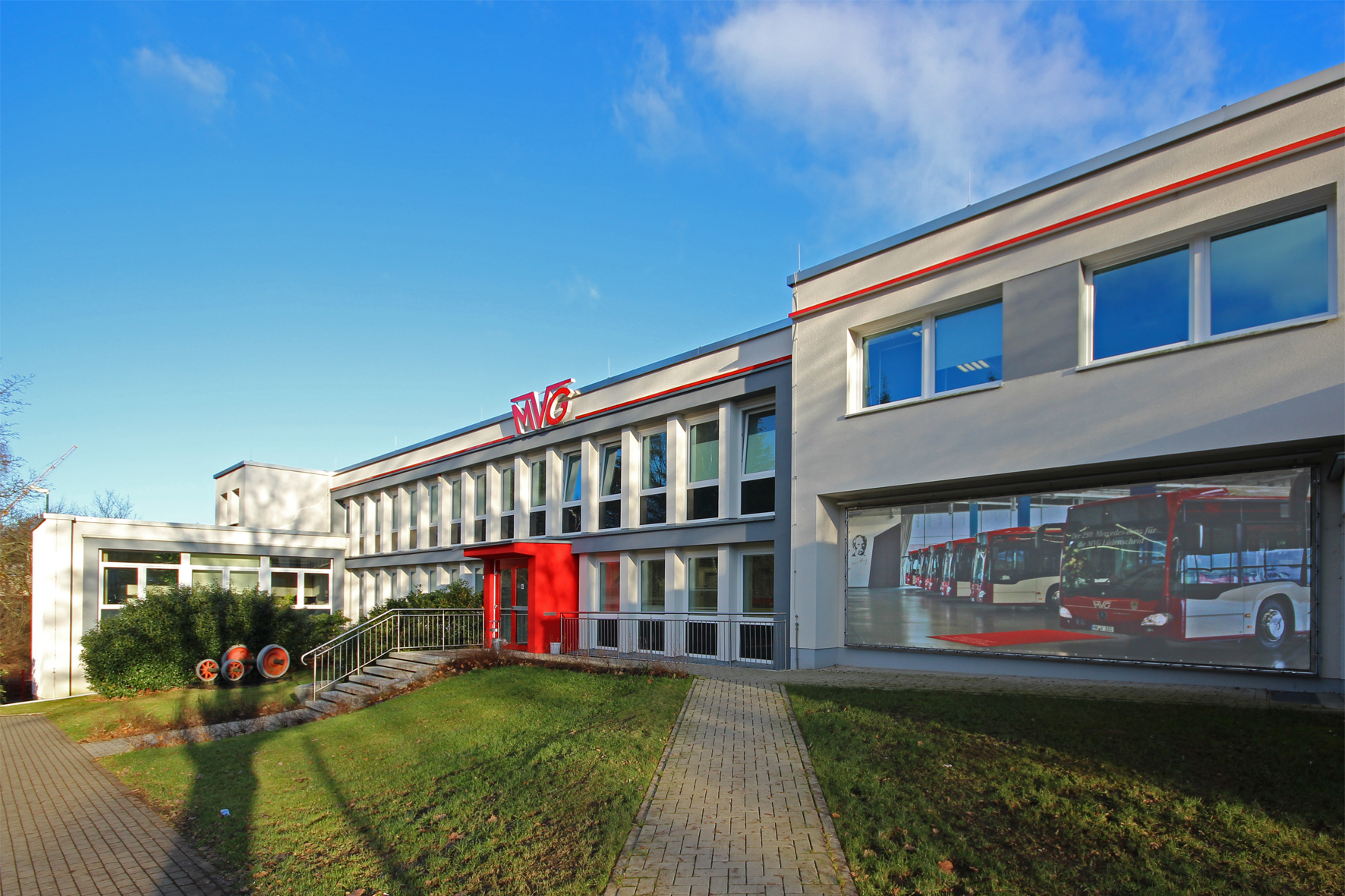
MVG-Verwaltung Wehberger Straße, Lüdenscheid

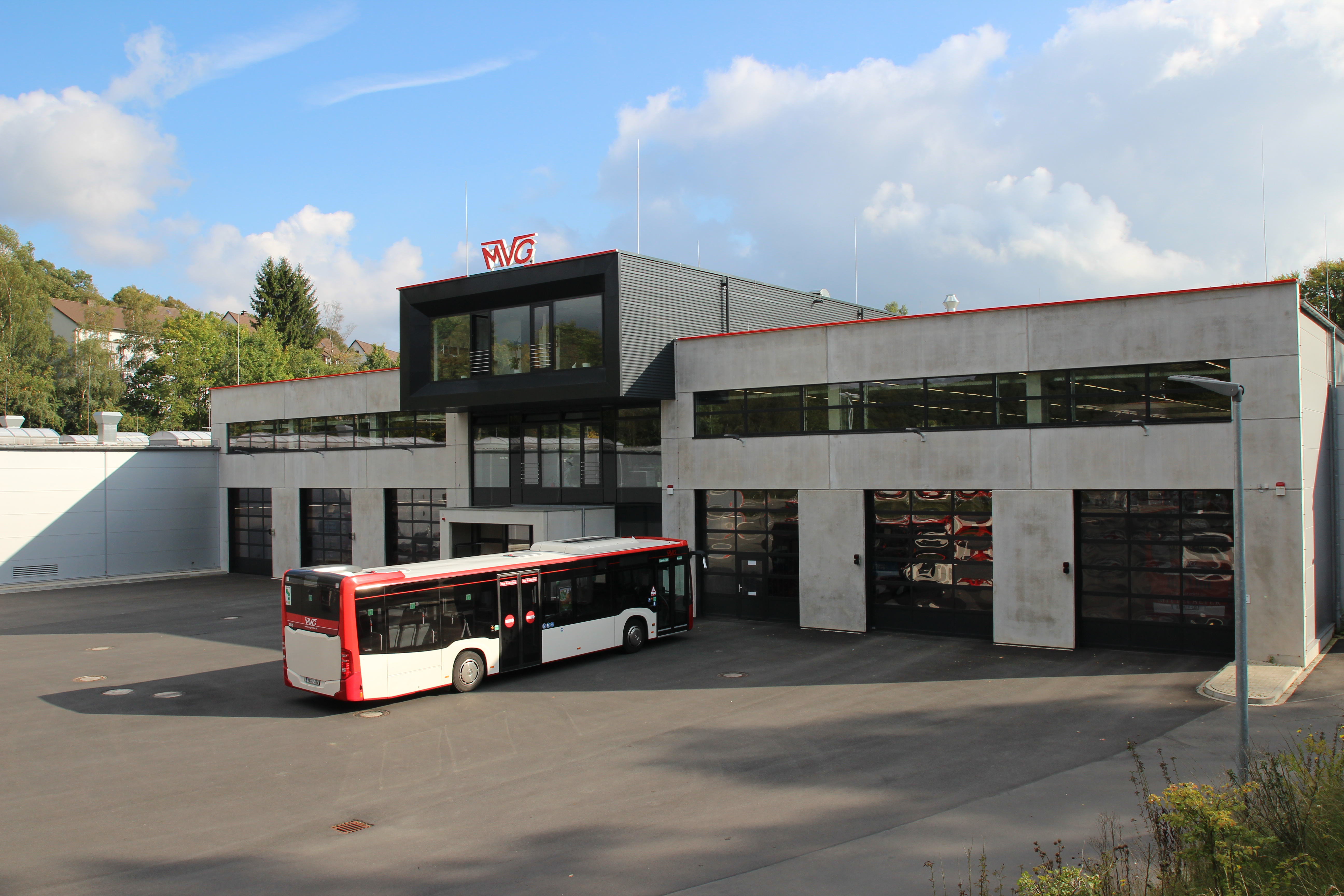
MVG-Betriebsstelle Lüdenscheid mit Leitstelle

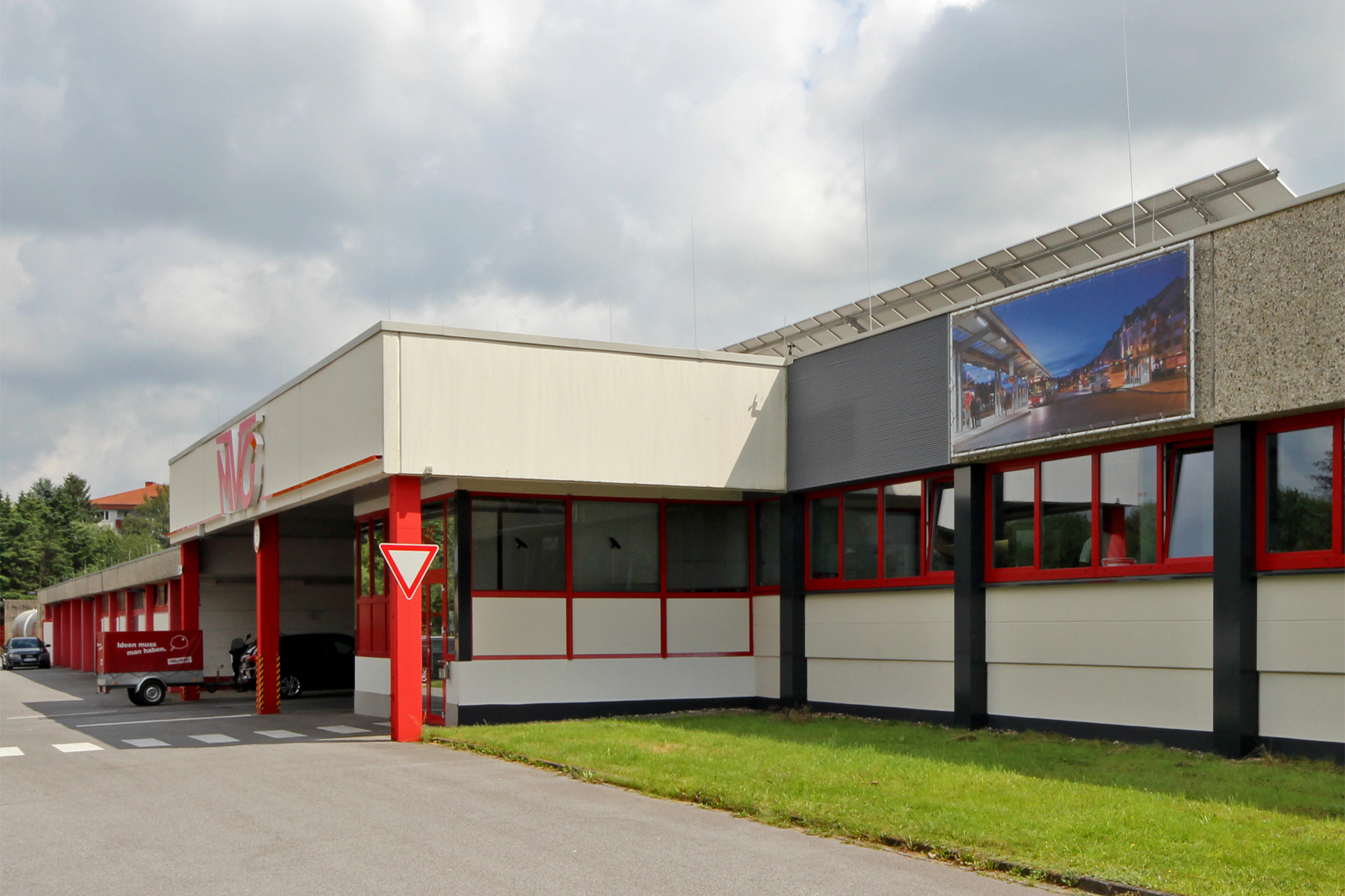
MVG-Betriebsstelle Iserlohn-Calle mit Photovoltaikanlage

Die MVG Märkische Verkehrsgesellschaft GmbH (MVG) ist das Nahverkehrsunternehmen des Märkischen Kreises und seiner Kommunen. Die Märkische Verkehrsgesellschaft plant (Planungsauftrag per Kreistagsbeschluss), betreibt Omnibuslinienverkehr und ist Mitglied der Verkehrsgemeinschaft Ruhr-Lippe (VRL). Seit August 2017 gilt der Westfalentarif.

## Geschichte
Die Gründung der Gesellschaft erfolgte nach der kommunalen Gebietsreform 1975 im September 1975 mit Wirkung zum 1. Januar 1976. Vorgängergesellschaften der Märkischen Verkehrsgesellschaft sind jedoch bis 1886 belegt. Erstes Unternehmen war die „Kreis Altenaer Eisenbahn“ (KAE). Später kam es zu Zusammenschlüssen zwischen der „Kreis Altenaer Eisenbahn“, der „Westfälischen Kleinbahn“ (später „Iserlohner Kreisbahn AG“) (IKB), der „Plettenberger Kleinbahn AG“ (PKG) und der „Kraftverkehr Mark-Sauerland GmbH“ (MS).

## Unternehmen
Gesellschafter der MVG sind im Wesentlichen der Märkische Kreis und dessen 15 Städte und Gemeinden. Die MVG hat heute insgesamt 418 Mitarbeiter, 131 Mitarbeiter waren davon bis Ende 2009 bei der Schwestergesellschaft MBG (Märkische Bus-Gesellschaft mbH) beschäftigt, diese wurde per Verschmelzungsvertrag vom 26. August 2009 wieder mit der MVG zusammengeführt.
Weitere 401 Personen sind bei fast 40 Auftragnehmern beschäftigt. Von den insgesamt 330 eingesetzten Fahrzeugen sind 139 MVG-eigene Fahrzeuge.
Heute umfasst das Unternehmen ein Verkehrsgebiet von etwa 1.150 Quadratkilometern mit 431.000 Einwohnern. Das Liniennetz mit rund 131 Hauptlinien – zuzüglich Linien, die vorwiegend dem Schülerverkehr dienen – hat etwa 2.700 km Linienlänge und rund 2.300 Haltestellen. Das Verkehrsgebiet ist heute nach dem Rückzug aus der Stadt Schwerte 2005 weitgehend deckungsgleich mit dem Märkischen Kreis. Kreisgrenzenüberschreitende Verkehre bestehen nach Hagen, sowie in die Kreise Ennepe-Ruhr-Kreis, Oberbergischer Kreis, Olpe, Hochsauerlandkreis und Unna. Die Verkehrsleistung beträgt pro Jahr ca. 13,1 Millionen Kilometer bei ca. 27 Millionen Beförderungsfällen (Stand 2020, coronabedingt etwa 7 Mio. unter dem Vorjahreswert). Neben dem Linienverkehr plant und betreibt die MVG im Auftrag des Kreises und der Städte/Gemeinden den Schülerspezialverkehr zu Förderschulen auf ca. 125 Linien. Durchgeführt werden diese Fahrten überwiegend durch Auftragnehmer mittels Kleinbussen.
An dem Tochterunternehmen Märkische Eisenbahngesellschaft mbH (MEG) ist die MVG zu 99,77 % beteiligt, der übrige Anteil gehört der Stadt Plettenberg.
Zwischen dem 30. Mai 1999 und dem 11. Dezember 2004 betrieb die Dortmund-Märkische Eisenbahn-Gesellschaft (DME) als Tochtergesellschaft der Dortmunder Stadtwerke (Anteil 74 %) und der MVG (Anteil 26 %) die Volmetalbahn (RB 52) Dortmund – Hagen – Lüdenscheid.
Am 10. Januar 2005 erfolgte die Verkehrsübergabe des Verkehrs in der Stadt Schwerte an die Verkehrsgesellschaft Kreis Unna (VKU). Der Grund liegt in der Ausgliederung der Stadt Schwerte aus dem aufgelösten Kreis Iserlohn im Jahr 1975, in dem die Iserlohner Kreisbahn Konzessionsinhaberin für den ÖPNV war. Diese Konzession wurde an die VKU übergeben.
Seit August 2010 wird die elektronische Fahrplanauskunft mit Echtzeitinformationen der MVG versorgt, so dass im Internet Echtzeit-Fahrplanauskünfte für den Fahrgast zur Verfügung gestellt werden.
Neben den Echtzeitdaten der Deutschen Bahn und NE-Bahnen und einiger Verkehrsunternehmen des Verkehrsverbund Rhein-Ruhr ist die MVG derzeit (Stand 3/2011) das einzige Nicht-VRR-Verkehrsunternehmen das an den sogenannten Istdatenserver des VRR angebunden ist.
Im Dezember 2011 veröffentlichte die MVG eine iPhone-App zur Fahrplanauskunft. Seit August 2012 gibt es auch eine entsprechende Android-App.
Am 16. Februar 2013 wurde bekannt, dass die MVG für 11,5 Millionen Euro einen neuen Betriebshof planen. Dies sei notwendig geworden, da der alte Betriebshof an der Rahmedestraße (im Lüdenscheider Stadtteil Wehberg) bereits in die Jahre gekommen sei. Die Anlage wurde noch unter der Vorgängerin Mark Sauerland im Jahr 1956 eingeweiht. Politisch entschieden sei darüber allerdings noch nicht. Im kommenden Monat werde sich der Aufsichtsrat der Gesellschaft und erstmals der Kreisausschuss sowie der Kreistag mit dem Vorhaben beschäftigen. In dem alten Funktionsbau sei das Dach bereits undicht, die Hallentore ließen sich nicht mehr problemlos öffnen und schließen, die Energiekosten seien viel zu hoch und die Abläufe in der Werkstatt verliefen nicht mehr reibungslos. Die Umsetzung des Neubauprojektes soll – bei laufendem Betrieb – möglichst 2014 erfolgen. Die Summe für den Neubau des Betriebshofes will die Gesellschaft möglichst aus eigener Kraft stemmen – 500.000 Euro sollen dafür pro Jahr aus weiteren Einsparungen kommen.
Zudem wurde der Verwaltungsbau seit Ende Oktober 2013 umfassend saniert. Eine Sanierung mit rund 300.000 Euro ist lt. der Geschäftsführung wesentlich günstiger als ein kompletter Neubau. Im Zuge der Sanierungen wurden auch die Fenster komplett erneuert und ausreichend gedämmt. Mittelfristig sollen durch den Umbau auch die Energiekosten der MVG gesenkt werden. Eröffnet wurde der neue Betriebshof Lüdenscheid im Oktober 2017. Seit 2012 fahren die neuen umweltfreundlichen Mercedes-Benz Citaro der zweiten Generation durch den Märkischen Kreis.
Mit Spannung verfolgt die MVG die aktuelle Entwicklung von Elektrobussen und solcher mit Brennstoffzellen als Antriebsquelle, und auch „Automatisierte Fahren“ und die vom Fahrplantakt unabhängige Bestellung von Busfahrten per Handy-App, genannt „Bus-on-Demand“, befinden sich im Fokus der MVG. So beteiligt sich die MVG bereits in enger Kooperation mit Wissenschaft und Industrie in zwei Einsatzbereichen: In Menden („BLiNK: Betriebliche Mobilität in ländlichen Raum – innovativ, nachhaltig, kundenorientiert“) und in Meinerzhagen (On-Demand-Verkehr). Das Projekt "a-BUS Iserlohn - New Mobility Lab" wurde am 30. Juni 2023 nach dreijähriger Laufzeit erfolgreich abgeschlossen.
Für das Bedienungsgebiet der MVG galt bis Juli 2017 der Tarif der Tarifgemeinschaft Münsterland und Ruhr-Lippe. Seit dem 1. August 2017 gibt es für die fünf Teilräume Westfalen-Süd, Hochstift, TeutoOWL, Münsterland und Ruhr-Lippe den Westfalentarif. Ergänzende Ticket-Angebote bietet zudem der NRW-Tarif.

## Standorte

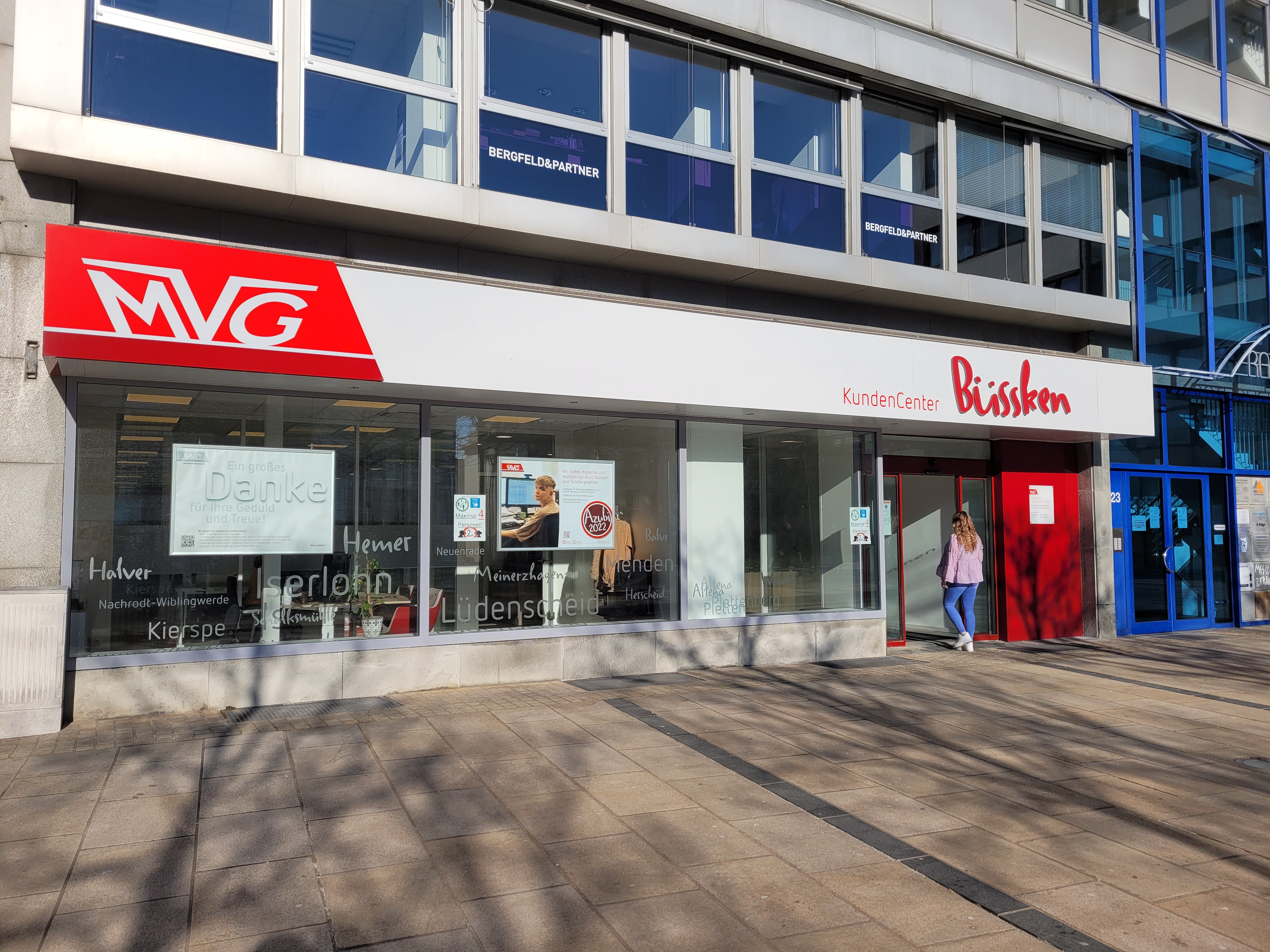
KundenCenter „Büssken“ in Lüdenscheid, Rathausplatz

- Verwaltung und Hauptsitz in Lüdenscheid
- Betriebsstelle Lüdenscheid (mit der zentralen Leitstelle, die sich in Sichtweite der Verwaltung neben der Betriebsstelle befindet)
- Betriebsstelle Iserlohn-Calle (seit Mitte 2009 mit einer der größten Photovoltaikanlagen des Märkischen Kreises mit 745 Quadratmetern und 100 kWp)
- Betriebshof Plettenberg (organisatorisch der Betriebsstelle Lüdenscheid angegliedert)
- Kunden-Center Lüdenscheid „Büssken“
- Kunden-Center Iserlohn
- Ehemalige Betriebsstellen:
  - Betriebsstelle Werdohl (1957 bis 1978)
  - Betriebsstelle Hemer-Westig (1914 bis 1980)
  - Betriebsstelle Menden (1980 bis 2001)
  - Betriebsstelle Meinerzhagen (1972 bis 2004)
  - Betriebsstelle Neuenrade (1925 bis 2006)
  - Betriebsstelle Iserlohn-Grüne (1920 bis 2006)

## Heutige Linien
Stand: Fahrplanwechsel Februar 2025
| Liniennummer                    | Linienweg | Takt (in min.) Mo–Fr                                                                        | Bemerkung                                                                                                   | Betreiber |
| ------------------------------- | --- | ------------------------------------------------------------------------------------------- | --- | --------- |
| S1 Schnellbus                   | Lüdenscheid, Sauerfeld ZOB – Bahnhof – Kreishaus – MVG-Verwaltung – Altena, Mühlenrahmede – Steinbruch – Bahnhof – Nachrodt, Einsal – Amtshaus – Iserlohn, Stadtbahnhof                                                                  | 60 HVZ: 30                                                                                  | Sa. und So. ganztägig kein Verkehr. (Alternative Linie 1 und 37)                                            | MVG       |
| S2 Schnellbus                   | Lüdenscheid, Bahnhof – Sauerfeld ZOB – Worth – Bellmerei – Gockeshohl – Werdohl, Bahnhof – Plettenberg, Bahnhof – Grünestraße ZOB | 30/60                                                                                       | – | MVG       |
| S3 Schnellbus                   | Iserlohn, Stadtbahnhof – Hemer, Niederhemer – Menden, Bahnhof | 60                                                                                          | Sa. und So. ganztägig kein Verkehr. (Alternative Linie 1)                                                   | MVG       |
| 1                               | Hagen, Hohenlimburg Bf. – Iserlohn, Letmathe Alter Markt – Letmathe Mitte – Grüner Talstraße – Stadtbahnhof – Konrad-Adenauer-Ring ZOB – Hemer, Westiger Kreuz – Hemer, ZOB – Becke – Menden, Battenfeld – Bahnhof – Hönnenwerth         | 30 (zwischen Iserlohn, Letmathe Alter Markt und Hemer, ZOB 15)                              | – | MVG       |
| 2                               | Hemer, Brockhausen oder Apricke – Deilinghofen – Sundwig - ZOB – Niederhemer – Landhausen – (Iserlohn, Rombrock) | 30                                                                                          | Nur stündlich nach Hemer, Brockhausen oder Apricke                                                          | MVG       |
| 3                               | Hemer, ZOB – Sundwig – Heppingsen – Hüingsen – Frönsberg – Ruthenbeck | 60                                                                                          | - | MVG       |
| 4 ALF                           | Iserlohn, Stadtbahnhof – Dannenhöfer – ZOB – Kesbern – Hemer, Ihmert – Iserlohn, Dahlsen – Grüner Talstraße – Dröschede – Stadtbahnhof                                                                                                   | 120                                                                                         | Ringlinie                                                                                                   | MVG       |
| 5                               | Iserl., Lasbeck – Letmathe Mitte – Wiechertstraße – Letmathe Gymnasium – Aquamathe – Stübbeken – Schälk – Hagen, Pendling – Viermarkenbaum – Schwerte, Ergste Kirchstraße (Anschluss von/zur Linie C32 in/aus Richtung Schwerte Bahnhof) | 60/120 (nur zwischen Iserlohn, Letmathe Mitte und Schwerte, Ergste Kirchstraße Taktverkehr) | Sa. und So. als ALF                                                                                         | MVG       |
| 6                               | Iserl., Papenholz – Grürmannsheide – Oestrich Kirche – Letmathe Mitte – Letmathe Gymnasium | kein Taktverkehr                                                                            | Sa. und So. ganztägig kein Verkehr                                                                          | MVG       |
| 7                               | Iserl., Brandkopf Wendestelle – Stadtbahnhof – ZOB / Knipp – Sonnenhöhe | 60                                                                                          | – | MVG       |
| 8                               | Iserl., Letm. Bahnhof – Markenfeld | 30                                                                                          | Fährt ab Bahnhof als 16 weiter in Richtung Echelnteichweg                                                   | MVG       |
| 9                               | Iserl., Letmathe Mitte – Letmathe Alter Markt – Auf der Insel – Lennemühle – Iserl., Oege Umspannwerk – Hagen, Hohenlimburg Mitte – Hohenlimburg Bf.                                                                                     | 60                                                                                          | – | MVG       |
| 10                              | Hemer ZOB – Iserlohn – Gesamtschule Nußberg – Gesamtschule Gerlingsen | k. Taktverkehr                                                                              | Schülerverkehr                                                                                              | MVG       |
| 11                              | Iserlohn, Im Lau – Wohnpark Buchenwäldchen – ZOB – Hemberg – Liebigstraße – Stadtbahnhof – ZOB – Wohnpark Buchenwäldchen – Im Lau | 60                                                                                          | Abschnitt ZOB-Hemberg-Liebigstr.-Stadtbhf.-ZOB nur in eine Richtung                                         | MVG       |
| 12                              | Iserlohn, Im Lau – Wohnpark Buchenwäldchen – ZOB – Stadtbahnhof – Liebigstraße – Hemberg – ZOB – Wohnpark Buchenwäldchen – Im Lau | 60                                                                                          | siehe Linie 11 / in entgegengesetzter Richtung                                                              | MVG       |
| 13                              | Iserl., Gerlingsen – Hauptpost – Stadtbahnhof – Schillerplatz – Seilerseebad – Hemer, ZOB – Sauerlandpark – ZOB | 60                                                                                          | | MVG       |
| 14                              | Iserl., Gerlingsen – Hauptpost – ZOB – Seilersee – Griesenbrauck – Sümmern – Rombrock | 60                                                                                          | – | MVG       |
| 15                              | Iserl., Letm. Bahnhof – Vodeke - Oestrich Kirche – Dröschede – Stadtbahnhof – ZOB – Hombruch | 30                                                                                          | – | MVG       |
| 16                              | Iserl., Letm. Bahnhof – Zum Volksgarten - Am Dorfanger – ZOB – Hombruch – Wolfskoben – Echelnteichweg | 30                                                                                          | Fährt am Letm. Bahnhof weiter, als 8 zum Markenfeld                                                         | MVG       |
| 17                              | Iserl., Lössel – Roden – Grüner Talstraße – Stadtbahnhof – Sonnenhöhe | 60                                                                                          | Sa. nachmittags und So. ganztägig kein Verkehr                                                              | MVG       |
| 18                              | Iserl., Kalthof Bahnhof – Drüpplingsen – Hennen Bahnhof | 60                                                                                          | – | WB        |
| 21                              | Menden, Platte Heide – Battenfeld – Lendringsen – Freizeitzentrum / Oberrödinghausen | 30                                                                                          | – | MVG       |
| 22                              | Iserlohn, Stadtbahnhof – Hauptpost – Sümmern – Menden, Battenfeld – Lendringsen – Hüingsen | 30                                                                                          | – | MVG       |
| 23                              | Menden, Battenfeld – Fröndenberg, Mitte | 60                                                                                          | – | MVG       |
| 24                              | Menden, Platte Heide / Obsthof – Bahnhof – Battenfeld – Lahrfeld | 60 (zwischen Bahnhof und Lahrfeld 30)                                                       | – | MVG       |
| 25 ALF                          | Menden, Lendringsen – Böingsen – Jungholz – Asbeck – Balve, Eisborn – Hemer, Deilinghofen | 120                                                                                         | – | MVG       |
| 26 ALF                          | Menden, Bahnhof – Friedhof Limberg – Oesbern – Werringsen Kapelle | 120                                                                                         | – | MVG       |
| 27                              | Menden, Battenfeld – Bösperde – Halingen – Fröndenberg, Langschede – Unna, Bahnhof | 60 (zwischen Battenfeld und Halingen 30)                                                    | Durch zwei versch. Linienwege im Ortsteil Bösperde an einigen Haltestellen nur 60min. Takt                  | MVG       |
| 30                              | Altena, Bornstraße – Eichendorffstr. – Tiergarten | k. Taktverkehr                                                                              | – | MVG       |
| R30                             | Schwerte – Geisecke – Rheinen – Hennen – Kalthof – Iserlohn | 60                                                                                          | – | WB        |
| T30                             | Schwerte – Rheinen – Hennen | 60                                                                                          | Taxibus | WB        |
| 32                              | Altena, Hegenscheider Weg – Pragpaul – Am Markaner ZOB – Dahle Schule | 60                                                                                          | – | MVG       |
| C32                             | Schwerte Bahnhof – Villigst – Ergste (Anschluss von/zur Linie 5 in/aus Richtung Iserlohn-Letmathe) | 30                                                                                          | – | VKU/WB    |
| 33                              | Altena, Hegenscheider Weg - Pragpaul - Am Markaner ZOB - Hemer, Ihmert - ZOB | 60 (Evingsen und Hemer ZOB 30)                                                              | – | MVG       |
| 34                              | Altena, Nettenscheid Dorf – Blackburner Straße – Nettenscheid Siedlung – Nette Schule – Am Markaner ZOB – Bahnhof | 60                                                                                          | – | MVG       |
| 35                              | Ortsverkehr Dahle | 120                                                                                         | – | MVG       |
| 36                              | Werdohl, Bahnhof – Elverlingsen – Altena, Am Markaner ZOB – Stadtwerke | 60                                                                                          | – | MVG       |
| 37                              | Lüdenscheid, Kulturhaus – Sauerfeld ZOB – Gevelndorf – Oberrahmede – Altena, Mühlenrahmede – Am Markaner ZOB – Bahnhof – Am Halse – Nachrodt, Amtshaus – Iserlohn, Letmathe Bahnhof – Letmathe Mitte                                     | 30                                                                                          | – | MVG       |
| 38                              | Altena, Breitenhagen – Bahnhof – Am Markaner ZOB – Bungern | 30                                                                                          | – | MVG       |
| 40                              | Lüd., Schubertstraße – Sauerfeld ZOB – Gymnasium Saarlandstraße | 30 (zwischen Kulturhaus und Gymnasium Saarlandstraße 60)                                    | – | MVG       |
| 41                              | Lüd., Schubertstraße – Sauerfeld ZOB – Worth – Eichholz | 15                                                                                          | – | MVG       |
| 42                              | Lüd., Noell – Gevelndorf – Sauerfeld ZOB – Klinikum Hellersen – Kalve – Leifringhausen – Brüninghauser Halle oder Niederschemm | 30                                                                                          | – | MVG       |
| 43                              | Lüd., Bahnhof – Sauerfeld ZOB – Worth – Bellmerei – Wettringhof | 120                                                                                         | – | MVG       |
| 44                              | Lüd., Hellersen – Hollweg (Klinikum) – Bräucken – Sauerfeld ZOB – Wehberg – Freisenberg | 30                                                                                          | – | MVG       |
| R44                             | Wickede (Ruhr) – Wimbern – Menden, Bahnhof | 60                                                                                          | – | VG B      |
| 46                              | Lüd., Baukloh – Familienbad Nattenberg – Sauerfeld ZOB – Bahnhof – evang. Friedhof | 60                                                                                          | – | MVG       |
| 47                              | Halver, Ostendorf – Lüd., Brügge Bahnhof – Sauerfeld ZOB – Honsel – Eichholz | 30 (zwischen Brügge und Ostendorf 60)                                                       | – | MVG       |
| 48                              | Lüd., Pöppelsheim – Oeneking – Sauerfeld ZOB – Bräucken – Eichholz | 30                                                                                          | – | MVG       |
| 49                              | Iserl., Lasbeck – Nachrodt, Amtshaus – Obstfeld – Wiblingwerde – Lüdenscheid, Kreishaus – Sauerfeld ZOB – Kulturhaus | k. Taktverkehr                                                                              | – | MVG       |
| 51                              | Lüd., Bahnhof – Sauerfeld ZOB – Am Brutenberg | 30                                                                                          | – | MVG       |
| 52                              | Lüd., Sauerfeld ZOB – Piepersloh – Meinerzhagen, Neuemühle – Herscheid | k. Taktverkehr                                                                              | – | MVG       |
| R52                             | Meinerzhagen – Bleche – Drolshagen – Olpe | 120                                                                                         | – | VWS       |
| 53                              | Lüd., Dickenberg – Sauerfeld ZOB – Kluser Platz – Worthhöh – Brüderweg – Vogelberg | 30                                                                                          | – | MVG       |
| 54                              | Lüd., Bahnhof – Sauerfeld ZOB – Bierbaum – Herscheid, Markt – Hüinghausen – Plettenberg, Holthausen – Grünestraße ZOB | 30                                                                                          | – | MVG       |
| 55                              | Lüd., Kulturhaus – Brügge Bahnhof – Halver – Wipperfürth | k. Taktverkehr                                                                              | Fahrten zwischen Halver und Wipperfürth ausschließlich durch Westfalen Bus                                  | MVG/WB    |
| 56                              | Ahelle – Brügge – Halver, Ostendorf – Lüd., Brügge – Haus Schöneck – Wehberg Wendestelle | k. Taktverkehr                                                                              | – | MVG       |
| 57                              | Lüd., Brügge Bahnhof – Schalksmühle, Strücken – Schalksmühle, Mitte – Hagen, Rummenohl | 60                                                                                          | Taktverkehr nur zwischen Schalksmühle, Strücken und Hagen, Rummenohl                                        | MVG       |
| 58                              | Lüd., Kulturhaus – Sauerfeld ZOB – Brügge Bahnhof – Kierspe, ZOB | 60                                                                                          | Samstagnachmittag und Sonntag als ALF                                                                       | MVG       |
| 60                              | Werdohl, Bahnhof – Kirche – Neuenrade, Mitte – Bahnhof – Küntrop – Brunnenbach – Bahnhof | 60 (30)                                                                                     | – | MVG       |
| 61                              | Lüd., Kulturhaus – Sauerfeld ZOB – (Wettringhof) – Werdohl, Borbecke – Kleinhammer – (Pungelscheid) – Kirche – Bahnhof | 60 (30)                                                                                     | – | MVG       |
| R61                             | Meinerzhagen – Valbert – Attendorn | 60                                                                                          | Sa. und So. als TaxiBus                                                                                     | VWS       |
| 62                              | Stadtverkehr Werdohl (Ütterlingsen – Bahnhof) | 60                                                                                          | – | MVG       |
| 63                              | Stadtverkehr Werdohl (Bahnhof – Kirche – Kleinhammer – Pungelscheid – Riesei) | 60                                                                                          | – | MVG       |
| 64                              | Stadtverkehr Werdohl (Rodt – Bahnhof – Kirche – Am Paulstück – Oberer Bausenberg – Hartmecke) | 60                                                                                          | Samstagnachmittag und Sonntag als ALF                                                                       | MVG       |
| 65                              | Werdohl, Stadtverkehr Becke (Bahnhof – Vorthbrücke – Königsburg – Waldstraße – Becke – Feldstraße – Vorthbrücke – Bahnhof) | 60                                                                                          | – | MVG       |
| 66 ALF                          | Werdohl, Am Großen Stück – Bremfeld – Hesmecke – Osmecke – Kirche – Bahnhof – Seniorenheim Forsthaus | 60                                                                                          | – | MVG       |
| 67 ALF                          | Neuenrade, Mitte – Küntrop – Blintrop – Balve, Langenholthausen – Bahnhof – Höveringhausen – Neuenrade, Bahnhof – Altena, Pflegeheim Kohlberg                                                                                            | 120                                                                                         | – | MVG       |
| 70                              | Plettenberg, Grünestr. ZOB - Lettmecke - (Himmelmert) - Attendorn, Lichtringhausen - St.-Ursula-Schulen - Bahnhof ZOB | 60                                                                                          | Samstagnachmittag und Sonntag als ALF                                                                       | MVG       |
| 71                              | Plettenberg, Krankenhaus - Grünestr. ZOB - Eschen Schule - Bahnhof (- Kersmecke) | 60 (zwischen Bahnhof und Kersmecke 120)                                                     | Verkehrt nur samstagnachmittags und sonntags Fahrten bis Bahnhof verkehren weiter als 76 Richtung Neuenrade | MVG       |
| 72                              | Finnentrop, Hülschotten – Plettenberg, Landemert – Grünestraße ZOB | 60                                                                                          | Sa. nachmittags und So. kein Verkehr                                                                        | MVG       |
| 73                              | Stadtverkehr Plettenberg (Eschen Schule – Grünestraße ZOB – Krankenhaus – Oestertalsperre Wendestelle) | 60 (zwischen Eschen Schule und Grünestraße ZOB 30)                                          | Sa. nachmittags und So. kein Verkehr (Alternative Linie ALF70 und 71)                                       | MVG       |
| 74                              | Stadtverkehr Plettenberg (Holthausen – Hechmecke – Grünestraße ZOB – Burg) | 60                                                                                          | – | MVG       |
| 75                              | Stadtverkehr Plettenberg (Holthausen – Bruch – Grünestraße ZOB – Kersmecke – Böddinghausen – Burg) | 60                                                                                          | – | MVG       |
| 76                              | Plettenberg, Grünestraße ZOB – Bahnhof – Neuenrade, Altenaffeln – Affeln – Bahnhof – Mitte | 60 (zwischen Grünestraße ZOB und Bahnhof 30)                                                | -- | MVG       |
| 80                              | Stadtverkehr Meinerzhagen (Schöppenkampstraße – Trotzenburg – Schlenke) | 60                                                                                          | – | MVG       |
| R80                             | Finnentrop, Bahnhof – (Schulzentrum) – Rönkhausen – Glinge (– Plettenberg, Pasel – Bahnhof – Schulz. Böddinghausen) | k. Taktverkehr in Plettenberg (zwischen Finnentrop und Glinge 60/120)                       | Zwischen Glinge und Plettenberg Schülerverkehr bzw. Ergänzung zur Linie 90                                  | VWS       |
| 81                              | Stadtverkehr Meinerzhagen (Heerhof und Goethestraße) | 60                                                                                          | – | MVG       |
| 82                              | Meinerzhagen, Bahnhof ZOB – Kierspe, Bahnhof/ZOB – Am Hedberg | 60 (zwischen Kierspe, Bahnhof/ZOB und Am Hedberg 30)                                        | – | MVG       |
| 83                              | Kierspe, Bruch – Bismarckschule – Halzenbach | k. Taktverkehr                                                                              | – | MVG       |
| 84                              | Kierspe, Am Hedberg – Halver, ZOB – Breckerfeld, Busbahnhof – Hagen, Eilpe – Hauptbahnhof | 60                                                                                          | – | MVG       |
| 85                              | Halver, Schulzentrum – Schalksmühle, Rathausplatz | k. Taktverkehr                                                                              | – | MVG       |
| 86                              | Schalksmühle, Rathausplatz – Dahlerbrück – Breckerfeld | k. Taktverkehr                                                                              | – | MVG       |
| 87                              | Schalksmühle, Reeswinkel – Rathausplatz – Stallhaus – Ramsloh – Heedfeld – Lüd., Kreishaus – Sauerfeld ZOB – Kulturhaus – (Berstadt-Gymnasium)                                                                                           | 60                                                                                          | – | MVG       |
| 88                              | Schalksmühle, Schule Löh – Spormecke – Everinghausen | k. Taktverkehr                                                                              | – | MVG       |
| 89                              | Schalksmühle, Schule Löh – Spormecke – Sonnenscheid | k. Taktverkehr                                                                              | – | MVG       |
| 90                              | Plettenberg, Pasel – Bahnhof – Hallenschule – Schulz. Böddinghausen | k. Taktverkehr                                                                              | Einzelne Fahrten zwischen Pasel und Bahnhof als ALF, Ergänzungen im Schülerverkehr durch VWS-Linie R80      | MVG       |
| 91                              | Halver, Giersiepen – Anschlag – Oberbrügge | k. Taktverkehr                                                                              | – | MVG       |
| 92                              | Halver, Glörfeld – Schulzentrum – Sparkasse ZOB | k. Taktverkehr                                                                              | – | MVG       |
| 93                              | Halver, Buschhausen – Schulzentrum – Halverscheid – Sparkasse ZOB | k. Taktverkehr                                                                              | – | MVG       |
| 94                              | Kierspe, Rönsahl – Pestalozzischule – ZOB | k. Taktverkehr                                                                              | – | MVG       |
| 95                              | Meinerzhagen, Neuemühle – Stadthalle – Schulz. Rothenstein | k. Taktverkehr                                                                              | – | MVG       |
| 96                              | Meinerzhagen, Schulz. Rothenstein - Krummenerl - Hunswinkel - Windebruch - Valbert - Windebruch - Krummenerl | k. Taktverkehr                                                                              | Schülerverkehr                                                                                              | MVG       |
| 99                              | Kierspe, Beckinghausen – Fernhagen – Pestalozzischule | k. Taktverkehr                                                                              | Schülerverkehr                                                                                              | MVG       |
| 130                             | Schwerte, Geisecke - Iserlohn, Hennen - Drüpplingsen - Stadtbahnhof | k. Taktverkehr                                                                              | – | WB        |
| 132                             | Fröndenberg, Bf. – Menden – Lendringsen – Balve – Neuenrade, Bf. | k. Taktverkehr                                                                              | – | WB        |
| 134                             | Lüdenscheid – Brügge Bf. – Halver – Radevormwald | 60/120/180 (zwischen Lüdenscheid und Halver 30/60)                                          | – | WB        |
| 137                             | Balve, Eisborn – Bahnhof – Schulzentrum | k. Taktverkehr                                                                              | Schülerverkehr                                                                                              | WB        |
| 204                             | Iserl., Seilerseebad – Stadtbahnhof – Hemer Ihmert – Dahlsen – Hombeck im Siepen – Dannenhöfer – Saatschule | k. Taktverkehr                                                                              | Schülerverkehr                                                                                              | MVG       |
| 210                             | Hemer Eisenbahnschleife – Westiger Kreuz – Iserlohn, Bädekerplatz – ZOB | k. Taktverkehr                                                                              | Schülerverkehr                                                                                              | MVG       |
| 214                             | Iserl., Gerlingsen – ZOB – Schulz. Hemberg – Griesenbrauck – Sümmern | k. Taktverkehr                                                                              | Schülerverkehr                                                                                              | MVG       |
| 218                             | Iserlohn, Lössel – Dröschede – Gesamtschule Gerlingsen – Iserlohn, Stadtbahnhof – Letmathe, Gymnasium | k. Taktverkehr                                                                              | Schülerverkehr                                                                                              | MVG       |
| 221                             | Menden, Platte Heide – G.-Bäumer-Straße – Battenfeld – Lendringsen – Hüingsen/Freibad/Oberrödinghausen | k. Taktverkehr                                                                              | Schülerverkehr                                                                                              | MVG       |
| 222                             | Iserl., ZOB, – Schul. Hemberg – Sümmern – Menden, Platte Heide – Schulzentrum | k. Taktverkehr                                                                              | Schülerverkehr                                                                                              | MVG       |
| 237                             | Altena, Knerling – Breitenhagen – Mühlenrahmede Schule – Lüd., Dünnebrett – Wehberg | k. Taktverkehr                                                                              | Schülerverkehr                                                                                              | MVG       |
| 243                             | Lüd., Geschw.-Scholl-Gymnasium – Brüninghausen – Altena, Rosmart – Lüd., Bellmerei | k. Taktverkehr                                                                              | Schülerverkehr                                                                                              | MVG       |
| 245                             | Lüd., Dickenberg – Oberrahmede – Gevelndorf – Freisenberg – Wehberg – Sauerfeld ZOB – Schule Wefelshohl | k. Taktverkehr                                                                              | Schülerverkehr                                                                                              | MVG       |
| 246                             | Lüd., Baukloh – Sauerfeld ZOB – Haus Schöneck | k. Taktverkehr                                                                              | Schülerverkehr                                                                                              | MVG       |
| 249                             | Iserlohn Labeck – Nachrodt, Amtshaus – Bachstraße – Opperhusen | k. Taktverkehr                                                                              | Schülerverkehr                                                                                              | MVG       |
| 254                             | Lüd., Wehberg – Sauerfeld ZOB – Herscheid – Plettenberg, Grünestr. ZOB – Böddingh. Schulz. | k. Taktverkehr                                                                              | Schülerverkehr                                                                                              | MVG       |
| 260                             | Werdohl, Bf. – Neuenrade – Altena, Dahle – Nettenscheid – Altena Bahnhof | k. Taktverkehr                                                                              | Schülerverkehr                                                                                              | MVG       |
| 261                             | Werdohl, Borbecke – Kleinhammer Schule | k. Taktverkehr                                                                              | Schülerverkehr                                                                                              | MVG       |
| 267                             | Neuenrade, Gosekamp – Altenaffeln – Garbeck – Balve | k. Taktverkehr                                                                              | Schülerverkehr                                                                                              | MVG       |
| 270                             | Plettenberg, Grünestr. ZOB – Lettmecke – Attendorn Bf./ZOB | k. Taktverkehr                                                                              | Schülerverkehr                                                                                              | MVG       |
| 272                             | Plettenberg, Holthausen Schule - Zeppelinschule - Grünestraße ZOB - Herscheid, Hüinghausen - Plettenberg, Köbbinghausen | k. Taktverkehr                                                                              | Schülerverkehr                                                                                              | MVG       |
| 274                             | Werdohl Bahnhof – Neuenrade, Küntrop – Plettenberg, Böddinghausen – Holthausen Schule | k. Taktverkehr                                                                              | Schülerverkehr                                                                                              | MVG       |
| 275                             | Plettenberg, Grünestr. ZOB – Böddinghausen – Burg | k. Taktverkehr                                                                              | Schülerverkehr                                                                                              | MVG       |
| 277                             | Plettenberg, Himmelmert – Herscheid, Rahlenbergschule | k. Taktverkehr                                                                              | Schülerverkehr                                                                                              | MVG       |
| 279                             | Herscheid, Bubbecke – Rahlenbergschule | k. Taktverkehr                                                                              | Schülerverkehr                                                                                              | MVG       |
| 281                             | Stadtverkehr Meinerzhagen (Goethestraße – Heerhof) | k. Taktverkehr                                                                              | Fährt Montag bis Freitag abends, Samstag Nachmittag und Sonntag                                             | MVG       |
| 282                             | Meinerzhagen, Valbert – Stadthalle – Kierspe, Am Hedberg | k. Taktverkehr                                                                              | Schülerverkehr                                                                                              | MVG       |
| 283                             | Kierspe, Vornholt – Handweiser – Bismarckschule | k. Taktverkehr                                                                              | Schülerverkehr                                                                                              | MVG       |
| 291                             | Halver, Engstfeld – Halver, Anschlag Schule | k. Taktverkehr                                                                              | Schülerverkehr                                                                                              | MVG       |
| 296                             | Meinerzhagen, Kropplenberg – Südschule – Schule Wahr | k. Taktverkehr                                                                              | Schülerverkehr                                                                                              | MVG       |
| 320                             | Meinerzhagen – Marienheide | k. Taktverkehr                                                                              | – | OVAG      |
| 336R                            | Rönsahl – Ohl – Rönsahl | k. Taktverkehr                                                                              | – | OVAG      |
| 336                             | Balve, Bahnhof – Langenholthausen – Mellen – Amecke – Sundern | k. Taktverkehr                                                                              | Schülerverkehr                                                                                              | WB        |
| 539                             | Wiblingwerde – Hagen, Hohenlimburg Bahnhof – Hohenlimburg Mitte – Elsey – Reh | 120 (mo-fr zeitweise 60)                                                                    | – | HST       |
| N7 Nachtbus                     | Lüd., Sauerfeld ZOB – Herscheid – Plettenberg Bf., der Probebetrieb der zusätzlichen Rückfahrt um 1:00 Uhr ab Plettenberg Bf. wurde ab 17. Oktober 2008 in ein reguläres Angebot umgewandelt                                             | 2× von Fr. auf Sa. und Sa. auf So.                                                          | – | MVG       |
| FHS (Shuttlebus-Fachhochschule) | Iserlohn Stadtbahnhof – Fachhochschule | k. Taktverkehr                                                                              | – |           |

## Sonderformen des Linienverkehrs bzw. alternative Bedienungsformen
- Schnellbus S1 Lüdenscheid – Altena – Iserlohn
- Schnellbus S2 Lüdenscheid – Werdohl – Plettenberg
- Schnellbus S3 Iserlohn – Hemer – Menden
- Nachtbus N7 Lüdenscheid - Herscheid/Plettenberg
- Sternbusse N1 – N3 verkehrten bis Januar 2010 (NachtBusse in Lüdenscheid, benannt nach dem zentralen Sternplatz, von dem sie ursprünglich abfuhren.)
- Die NachtBusse N1 bis N3 im Bereich Iserlohn, Iserlohn-Letmathe und Hemer verkehrten bis Januar 2009.
- Der N5 Halver verkehrte bis Januar 2008.
- Der N4 Schalksmühle wurde aufgehoben
- AST (Anrufsammeltaxi) Iserlohn: Fahrten mit Vorbestellung von einer Haltestelle bis zum Ziel „vor der Haustür“
- ALF (Anruflinienfahrten) auf den Linien 3, 4, 5, 25, 26, 64, 66, 67, 70,: Fahrten mit Vorbestellung auf einem festen Linienweg.
- NahTourBus (ehem. Wanderbus)[16] Linie 252. Saisonal stattfindender Verkehr zwischen Lüdenscheid und Meinerzhagen. Jährlich erscheint hierzu eine kostenlose Broschüre mit ausgearbeiteten Wanderungen. Diese Linie wurde aufgehoben.
- 12 Bürgerbusse. Sie sind eigenständige Vereine, werden jedoch durch die MVG betreut.

| Bürgerbusverein       | Gründungsjahr |
| --------------------- | ------------- |
| Schalksmühle          | 1988          |
| Kierspe               | 1994          |
| Plettenberg           | 1995          |
| Neuenrade             | 1996          |
| Nachrodt-Wiblingwerde | 1996          |
| Halver                | 1997          |
| Menden                | 1997          |
| Hemer                 | 1997          |
| Werdohl               | 1998          |
| Altena                | 1999          |
| Balve                 | 2002          |
| Herscheid             | 2005          |